# CIX의 음반 목록
다음은 대한민국의 보이 그룹 CIX의 음반 목록이다.